# Grace O'Sullivan
Pour les articles homonymes, voir O'Sullivan.
Grace O'Sullivan, née le 8 mars 1962 à Tramore, est une femme politique irlandaise.

## Biographie
Membre du Parti vert, elle siège au Seanad Éireann de 2016 à 2019 et au Parlement européen de 2019 à 2024. 